# Draculas Rückkehr
Draculas Rückkehr (Originaltitel: Dracula Has Risen from the Grave) ist ein Horrorfilm aus dem Jahr 1968 der britischen Hammer Film Productions. Regie führte Freddie Francis, und die Titelrolle wurde erneut von Christopher Lee dargestellt. Der Film ist der dritte Teil der Dracula-Reihe aus dem Hause Hammer.

## Handlung
In einem kleinen transsylvanischen Karpatendorf treibt Graf Dracula sein Unwesen und versetzt die Bevölkerung in Angst und Schrecken: Der stumme Messdiener findet ein Dorfmädchen tot und mit Bissmalen am Hals, versteckt in der Glocke im Glockenturm. Dann wird das Gerücht laut, der Fürst der Vampire sei vernichtet worden, ertränkt im Burggraben seines Schlosses. Dennoch fürchten die Dorfbewohner noch immer den bösen Schatten des verfallenen Gemäuers.
Eines Tages besucht Bischof Monsignore Ernst Müller das Dorf, um dem Spuk endlich ein Ende zu bereiten. Er macht sich mit dem verängstigten Dorfpriester auf den Weg zu Schloss Dracula. Der Priester verletzt sich auf dem beschwerlichen Weg zum Schloss, und der Monsignore muss ihn zurücklassen. Das Blut des Priesters tropft in den auftauenden Seitenarm des Flusses, in den der ertrunkene Vampir gespült wurde, wodurch dieser wieder zum Leben erweckt wird.
Der Monsignore ist inzwischen am Schloss des Grafen angekommen, spricht Gottes Segen aus und versiegelt die Tür mit einem riesigen Kruzifix. Als der Monsignore ins Dorf zurückkehrt, verkündet er den Bewohnern, dass sie sich nicht mehr zu fürchten brauchen, da er den Geist des Grafen für immer vertrieben habe. Monsignore Müller weiß nicht, dass Dracula währenddessen wiederauferstanden ist, also kehrt er in seine Heimatstadt Keinenberg zurück, wo er mit seiner Schwester Anna und deren Tochter Maria lebt.
Graf Dracula ist außer sich vor Zorn, da er wegen des Kruzifixes sein Schloss nicht mehr betreten kann. Er schwört, sich an dem Monsignore zu rächen. Der Graf macht sich den Priester gefügig und reist mit ihm in die Stadt seines ahnungslosen Widersachers. Ziel seiner Rache ist Maria. Diese ist in den jungen Studenten Paul verliebt, den Monsignore aber wegen seiner atheistischen Einstellung nicht für den richtigen Mann für sie hält. Er verbündet sich dennoch im Kampf gegen Dracula mit ihm. Graf Dracula vampirisiert das leichtlebige Barmädchen Zena, das unerwidert in Paul verliebt ist und Graf Dracula als hörige Sklavin Maria zuführen soll, was aber zuerst durch Paul vereitelt wird. In seinem Zorn tötet Dracula Zena. Später, als Graf Dracula Maria in ihrem Zimmer heimsucht, gibt sie sich ihm allerdings hin. Kurz darauf wird Monsignore Müller, der am Bett der „kranken“ Maria wacht, von dem abtrünnigen Dorfpriester auf Draculas Befehl hin getötet. Paul bittet diesen um Hilfe, ohne zu ahnen, dass er Draculas Sklave ist. Paul lässt sich vom reuigen Priester zu Draculas Versteck führen und rammt ihm einen Pfahl durch sein Herz. Weil Paul als Atheist unfähig ist, seine Tat mit einem Gebet zu besiegeln, zieht sich der Vampir den Pfahl wieder aus der Brust.
Der Graf entführt Maria zu seinem Schloss, wo sie für ihn das Kreuz vom Schlosstor entfernen muss, sie wirft es in die Klamm, wo es stecken bleibt. Paul kann in letzter Sekunde verhindern, dass seine geliebte Maria mit Dracula in das Schloss einzieht. Nach einem ungleichen Kampf, in dem der Vampir zu triumphieren scheint, stürzen beide über die steinerne Brüstung. Paul kann sich gerade noch festhalten, der Graf jedoch stürzt in die Tiefe, wo er vom Kruzifix aufgespießt wird. Der Dorfpriester spricht ein Gebet, worauf Dracula zu Staub zerfällt. Daraufhin bekreuzigt sich auch Paul und schließt schließlich Maria in die Arme.

## Hintergrund
- Draculas Rückkehr ist der dritte Film nach Dracula und Blut für Dracula, in dem Christopher Lee in die Rolle des Grafen schlüpft.
- Auffällig ist die Verwendung von Farbfiltern im Film: In Szenen mit Dracula ist im Bild ein Farbverlauf an beiden Seiten zu sehen, der von blutrot über bernsteinfarben bis gelb verläuft, nur in der Mitte bleibt das Bild unverfälscht.
- Der Film glänzt durch die Hammer-typischen Kulissen. Besonders die Kulisse über den Dächern von Keinenberg wurden von den Kritikern gelobt.
- In Draculas Rückkehr stellt Lee den Grafen erneut als machthungrigen Übermenschen dar, nachdem er ihn in Blut für Dracula nonverbal, nur mit Knurr- und Zischlauten interpretiert hat.
- Draculas Rückkehr bekam seinerzeit sehr gute Kritiken, und er war auch ein finanzieller Erfolg. Nach diesem Film begann der Erfolg von Hammers Dracula-Serie abzuflauen.
- Im Vereinigten Königreich ist der Film neben dem eigentlichen Originaltitel Dracula has risen from the Grave auch als Dracula’s Revenge bekannt.

## Kritik
- Lexikon des internationalen Films: „Grob gefertigter Gruselfilm der britischen Hammer-Produktion.“[2]

- Cinema: „Horror mit Vampir Christopher Lee, der die Nichte des Bischofs zum Anbeißen süß findet.“

- Evangelischer Film-Beobachter: „Neuester Dracula-Aufguß in ziemlich kümmerlicher Machart.“[3]

## Soundtrack
- James Bernard: Dracula Has Risen From the Grave. Finale. Auf: Music From the Hammer Films. Silva Screen Records, London 1989, Tonträger-Nr. FILMCD 066 – digitale Neueinspielung von Auszügen der Filmmusik durch das Philharmonia Orchestra unter der Leitung von Neil Richardson

## Synchronisation
| Figur                   | Darsteller       | Deutscher Sprecher |
| ----------------------- | ---------------- | ------------------ |
| Graf Dracula            | Christopher Lee  | Gerd Martienzen    |
| Monsignore Ernst Müller | Rupert Davies    | Konrad Wagner      |
| Maria                   | Veronica Carlson | Almut Eggert       |
| Paul                    | Barry Andrews    | Randolf Kronberg   |
| Dorfpriester            | Ewan Hooper      | Peter Schiff       |
| Zena                    | Barbara Ewing    | Beate Hasenau      |
| Max                     | Michael Ripper   | Hugo Schrader      |
| Anna Müller             | Marion Mathie    | Tilly Lauenstein   |